# Chiesa di Sant'Antonio Abate (Castelcovati)
La chiesa di Sant'Antonio Abate è la parrocchiale di Castelcovati in provincia di Brescia. Risale al XVI secolo.

## Storia

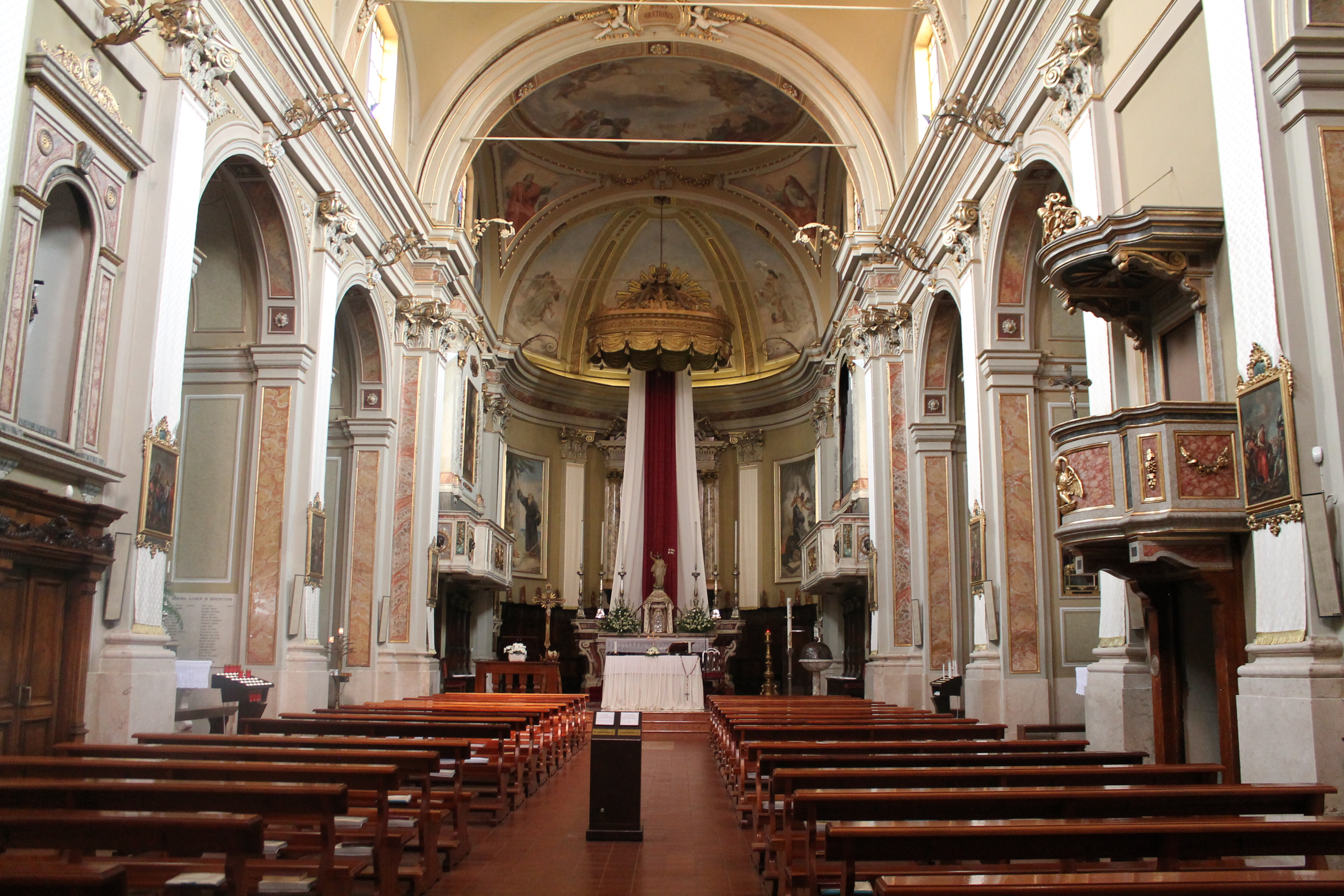
Interno della chiesa.

La chiesa primitiva a Castelcovati venne documentata già con la visita pastorale del 1565 e negli atti relativi l'edificio venne descritto come modesto, disponendone la ristrutturazione della parte del coro e il rifacimento della pavimentazione.
Il nuovo altar maggiore venne costruito nel 1682.
Nella seconda metà del XVIII secolo, da un documento conservato nella biblioteca Queriniana di Brescia, l'edificiò risultò ancora inadeguato sia per lo stato nel quale versava sia per le esigenze dei fedeli ed in seguito venne decisa l'erezione di una nuova parrocchiale. L'area inizialmente scelta fu quella della preesistente chiesa di Sant'Alberto e di un terreno in quel periodo di proprietà della famiglia nobile dei Manera.
Tale progetto non venne realizzato, e si pensò quindi alla ristrutturazione con rifacimenti dell'edificio originario. Nel 1784 il cantiere era aperto e lo stato dei lavori registrava la presenza del prospetto, affacciato sulla strada, del battistero e di tre altari nella navata.
Circa un secolo dopo si registrò una campagna decorativa e varie parti del presbiterio vennero affrescate con il Trionfo del Santissimo Sacramento e con le immagini degli evangelisti. Le fasi del completamento strutturale non sono documentate in modo chiaro né per quanto riguarda l'inizio dei lavori né per le sue fasi più significative anche se come data di fine cantiere si ipotizza il 1820.
La campagna decorativa continuò anche all'inizio del XX secolo con l'affresco del Trionfo della Croce, e poi con la Natività, la Crocifissione, la Assunzione di Maria, la Resurrezione e l'Ascensione, nel catino absidale e nelle volte.

## Descrizione
La pala dell'altar maggiore, Apparizione di Cristo a Sant'Antonio Abate, è attribuita a Sante Cattaneo.
La Via Crucis è stata dipinta da Giuseppe Teosa.